# Wendie Malick
Wendie Malick, född 13 december 1950 i Buffalo i delstaten New York, är en amerikansk skådespelerska och före detta fotomodell.
Hon har bland annat spelat rollen som Judith Tupper Stone i HBO-serien Dream On, Nina Van Horn i NBC-serien Just Shoot Me! och Victoria Chase i TV Land-serien Hot in Cleveland. Malick hade en återkommande gästroll i Baywatch som Mitch Buchannons frånskilda hustru. Hon arbetar också som röstskådespelare, och har bland annat gjort rösten till karaktären Eda Clawthorne i Disney Channel-serien Ugglehuset från 2020 till 2023.
Malick har tidigare varit gift med skådespelaren och manusförfattaren Mitch Glazer från 1982 till 1989. Sedan år 1995 är hon gift med Richard Erickson, och paret bor tillsammans i Topanga i Kalifornien. Malick är pescetarian, och donerar till demokratiska politiska kandidater, organisationer, och ändamål.

## Filmografi (urval)
- 1980 – Saturday Night Live (TV-serie)
- 1984 – Modedockorna (TV-serie) (1 avsnitt)
- 1985–1989 – Kate & Allie (TV-serie) (5 avsnitt)
- 1986 – Another World (TV-serie) (1 avsnitt)
- 1986 – Scarecrow and Mrs. King (TV-serie)
- 1987 – Highway to Heaven (TV-serie) (1 avsnitt)
- 1988 – Hunter (TV-serie) (1 avsnitt)
- 1988 – Scrooged – spökenas hämnd
- 1989–1994 – Baywatch (TV-serie) (7 avsnitt)
- 1990–1996 – Dream On (TV-serie) (119 avsnitt)
- 1990 – Funny About Love
- 1991 – Bugsy
- 1991 – MacGyver (TV-serie) (1 avsnitt)
- 1991 – Dynastin - återföreningen (TV-serie)
- 1993 – Omaka par (TV-serie)
- 1993 – På spaning i New York (TV-serie) (2 avsnitt)
- 1994 – Galen i dig (TV-serie) (1 avsnitt)
- 1994 – Härlige Harry (TV-serie) (1 avsnitt)
- 1994 – Lagens änglar (TV-serie) (1 avsnitt)
- 1994 – Röster från andra sidan graven (TV-serie) (1 avsnitt)
- 1994 – Scali (TV-serie)
- 1994 – Viper (TV-serie)
- 1995 – Cybill (TV-serie) (1 avsnitt)
- 1995 – Presidenten och miss Wade
- 1995 – Seinfeld (TV-serie) (1 avsnitt)
- 1996 – Apollo 11
- 1997–2003 – Just Shoot Me! (TV-serie) (148 avsnitt)
- 1997 – Räddningen
- 1998 – Arkiv X (TV-serie) (1 avsnitt)
- 1999 – Batman Beyond (TV-serie) (röstroll)
- 2000 – Kejsarens nya stil (röstroll)
- 2000 – Pepper Ann (TV-serie) (röstroll)
- 2002–2004 – Fillmore! (TV-serie) (röstroll)
- 2002 – Kim Possible (TV-serie) (röstroll)
- 2002 – Ozzy & Drix (TV-serie) (röstroll)
- 2003–2004 – Frasier (TV-serie)
- 2003–2005 – Jimmy Neutron (TV-serie) (röstroll)
- 2004 – Father of the Pride (TV-serie) (röstroll)
- 2004 – Reba (TV-serie)
- 2004 – Static Shock (TV-serie) (röstroll)
- 2005 – American Dragon: Jake Long (TV-serie) (röstroll)
- 2005–2006 – Bratz (TV-serie) (röstroll)
- 2005 – CSI: Crime Scene Investigation (TV-serie) (1 avsnitt)
- 2005 – I lagens namn (TV-serie) (1 avsnitt)
- 2005 – Kejsarens nya stil 2 – Kronks nya stil (röstroll)
- 2005 – Waiting
- 2005 – Zuper-Zebran
- 2006 – Björnbröder 2 (röstroll)
- 2006–2007 – Kejsarens nya skola (TV-serie) (röstroll)
- 2008 – I nöd och lust (TV-serie)
- 2009 – Adventureland
- 2009 – Alvin och gänget 2
- 2009 – En shopaholics bekännelser
- 2009 – Pushing Daisies (TV-serie)
- 2009 – The Ex List (TV-serie)
- 2009 – The Goods: Live Hard, Sell Hard
- 2010–2015 – Hot in Cleveland (TV-serie)
- 2010 – The Life & Times of Tim (TV-serie) (röstroll)
- 2010 – True Jackson (TV-serie)
- 2011 – All My Children (TV-serie)
- 2011–2016 – Kung Fu Panda – Legendariska hemligheter (TV-serie) (4 avsnitt, röstroll)
- 2013 – Bubble Guppies (TV-serie) (röstroll)
- 2014–2020 – Bojack Horseman (TV-serie) (röstroll)
- 2014 – Ultimate Spider-Man (TV-serie) (röstroll)
- 2016 – Kulipari: Grodarmén (TV-serie) (röstroll)
- 2016 – Law & Order: Special Victims Unit (TV-serie) (1 avsnitt)
- 2016 – NCIS: New Orleans (TV-serie) (1 avsnitt)
- 2016–2021 – American Housewife (TV-serie)
- 2017 – Grace and Frankie (TV-serie)
- 2017 – Mom (TV-serie)
- 2018–2020 – The Ranch (TV-serie)
- 2018 – This Is Us (TV-serie)
- 2019 – I rättvisans tjänst (TV-serie)
- 2020–2022 – Billions (TV-serie)
- 2020 – Bob Hearts Abishola (TV-serie)
- 2020 – Modern Family (TV-serie) (1 avsnitt)
- 2020–2023 – Ugglehuset (TV-serie) (röstroll)
- 2020–2024 – Young Sheldon (TV-serie)
- 2021 – Close Enough (TV-serie) (röstroll)
- 2021 – Dear White People (TV-serie)
- 2021 – Kentaurvärlden (TV-serie) (röstroll)
- 2021 – Physical (TV-serie)
- 2022 – About Fate
- 2022 – Family Guy (TV-serie) (1 avsnitt, röstroll)
- 2023 – How I Met Your Father (TV-serie) (1 avsnitt)
- 2023 – Rugrats (TV-serie) (1 avsnitt, röstroll)
- 2023 – Star Trek: Lower Decks (TV-serie) (1 avsnitt, röstroll)
- 2023–2024 – Shrinking (TV-serie) (8 avsnitt)
- 2024–2025 – Night Court (TV-serie) (20 avsnitt)